# Priastichus megathorax
Priastichus megathorax – gatunek chrząszcza z nadrodziny zgniotków i rodziny Priasilphidae. Zamieszkuje Tasmanię.

## Taksonomia
Gatunek ten opisany został po raz pierwszy w 2005 roku przez Richarda A.B. Leschena, Johna F. Lawrence’a i Adama Ślipińskiego na łamach „Invertebrate Systematics”. Miejsce typowe znajduje się w Lower Gordon Range na Tasmanii.

## Morfologia
Chrząszcz o ciele długości od 3,3 do 4,3 mm i szerokości od 1,9 do 2,1 mm, porośniętym tęgimi, żółtawymi szczecinkami, na spodzie znacznie krótszymi niż na wierzchu. Wierzch ciała ma ubarwienie ciemnorudobrązowe, zwykle z rozjaśnieniami na bokach przedplecza, natomiast spód, czułki, głaszczki i odnóża są żółtawobrązowe do rudobrązowych.
Mniej więcej tak długa jak szeroka głowa ma małe, wyłupiaste oczy i sięgające poza nie rowki podczułkowe. Wymiary trzeciego i czwartego członu czułków są podobne, a pierwszy człon buławki jest około 1¼ raza dłuższy niż szerszy.
Przedplecze ma wystające, zaokrąglone, proste kąty przednie, mniej więcej proste kąty tylne oraz rozbieżne do ⅔ długości, a dalej gwałtownie zbieżne krawędzie boczne z słabym pofalowaniem oraz z dwoma parami średnio głębokich wykrojeń, pierwszą w połowie, a drugą przed tylnymi kątami. Długość przedplecza wynosi od 0,55 do 0,65 jego szerokości i jest ono wyraźnie szersze od pokryw. Mocno poprzeczna tarczka ma szeroko-kanciasty szczyt. Pokrywy są nieco ponaddwukrotnie dłuższe od przedplecza, około 1,35 raza dłuższe niż łącznie szerokie, o prawie równoległych w części przedniej i zbieżnych w części tylnej bokach oraz o słabo rozwiniętych barkach. Na pokrywach znajdują się wzdłużnie zorientowane, silniej niż u innych przedstawicieli rodzaju wyniesione krótkie żeberka i guzki. Skrzydeł tylnej pary brak zupełnie.
Pierwszy spośród sternitów widocznych na spodzie odwłoka wypuszcza między biodra szeroko ścięty wyrostek. Genitalia samca odznaczają się krótszym i szerszym tegmenem niż u P. tasmanicus i P. crowsoni. 

## Ekologia i występowanie
Owad endemiczny dla Tasmanii, ograniczony do wyżyn w środkowej i południowo-zachodniej części wyspy. Spotykany jest na rzędnych od 750 do 880 m n.p.m. Bytuje wśród mchów i w ściółce leśnej, m.in. pod paprociami i bukanami.